# Ogródek (Orzysz)
Ogródek (deutsch Ogrodtken, 1938 bis 1945 Kalgendorf) ist ein Dorf in der polnischen Woiwodschaft Ermland-Masuren, das zur Gmina Orzysz (Stadt- und Landgemeinde Arys) im Powiat Piski (Kreis Johannisburg) gehört.

## Geographische Lage
Ogródek liegt am Ostufer des Krackstein-Sees (polnisch Jezioro Kraksztyn) und des Kallen-Sees (polnisch Jezioro Kaleńskie, auch Jezioro Druglin Mały) in der östlichen Woiwodschaft Ermland-Masuren. Bis zur einstigen Kreisstadt Lyck (polnisch Ełk) sind es 17 Kilometer in östlicher Richtung und die heutige Kreismetropole Pisz (deutsch Johannisburg) ist 27 Kilometer in südwestlicher Richtung entfernt.

## Geschichte
Im Jahre 1551 wurde das Dorf Ogrodtken gegründet. 
Von 1874 bis 1945 war der Ort in den Amtsbezirk Skomatzko (polnisch Skomack Wielki) eingegliedert, der – 1938 in „Amtsbezirk Dippelsee“ umbenannt – zum Kreis Lyck im Regierungsbezirk Gumbinnen (ab 1905: Regierungsbezirk Allenstein) in  der preußischen Provinz Ostpreußen gehörte.
Ogrodtken zählte im Jahr 1910 insgesamt 387 Einwohner, 1933 waren es 453. 
Aufgrund der Bestimmungen des Versailler Vertrags stimmte die Bevölkerung im Abstimmungsgebiet Allenstein, zu dem Ogrodtken gehörte, am 11. Juli 1920 über die weitere staatliche Zugehörigkeit zu Ostpreußen (und damit zu Deutschland) oder den Anschluss an Polen ab. In Ogrodtken stimmten 300 Einwohner für den Verbleib bei Ostpreußen, auf Polen entfielen keine Stimmen.
Am 3. Juni 1938 wurde Ogrodtken aus politisch-ideologischen Gründen der Abwehr fremdländisch klingender Ortsnamen in „Kalgendorf“ umbenannt. Die Einwohnerzahl belief sich 1939 auf 444.
In Kriegsfolge wurde 1945 das gesamte südliche Ostpreußen und mit ihm Ogrodtken bzw. Kalgendorf an Polen überstellt. Das Dorf erhielt die polnische Namenform „Ogródek“ und ist heute Sitz eines Schulzenamtes (polnisch Sołectwo) und als solches eine Ortschaft innerhalb der Stadt- und Landgemeinde Orzysz (Arys) im Powiat Piski (Kreis Johannisburg), bis 1998 der Woiwodschaft Suwałki, seither der Woiwodschaft Ermland-Masuren zugehörig.

## Religionen
Bis 1945 war Orgodtken ein Ort im evangelischen Kirchspiel Klaussen in der Kirchenprovinz Ostpreußen der Kirche der Altpreußischen Union und auch in der römisch-katholischen Pfarrei St. Adalbert in Lyck (Ełk) im Bistum Ermland. 
Heute gehört Ogródek katholischerseits zur Pfarrei Klusy im Bistum Ełk der Römisch-katholischen Kirche in Polen. Die evangelischen Einwohner halten sich zur Kirchengemeinde in der Kreisstadt Ełk, einer Filialgemeinde der Pfarrei Pisz (Johannisburg) in der Diözese Masuren der Evangelisch-Augsburgischen Kirche in Polen.

## Museum
In Ogródek befindet sich seit 1968 das Michael-Kajka-Museum (polnisch Muzeum Michał Kajka), das das Leben und Wirken des berühmten masurischen Volksdichters und -künstlers dokumentiert.

## Verkehr
Ogródek liegt unweit der polnischen Landesstraße 16 (frühere deutsche Reichsstraße 127) an der Nebenstraße 1865N, die von Klusy (Klaussen) nach Skomack Wielki (Skomatzko, 1938 bis 1945 Dippelsee) führt. 